# Prix Rollo-Davidson
Le prix Rollo-Davidson est décerné annuellement à de jeunes probabilistes par la fondation Rollo Davidson.

## Histoire
En 1970, Rollo Davidson (en), un élève de Churchill College (Cambridge), trouve la mort à 25 ans dans les Alpes, à Piz Bernina. En 1975, une fondation est créée à Churchill College en sa mémoire, et un prix est décerné depuis 1976 à un jeune probabiliste.

## Lauréats
- 1976 : Brian Ripley
- 1977 : Olav Kallenberg (en)
- 1978 : Zhen-ting Hou
- 1979 : Frank Kelly
- 1980 : David Aldous et Erik Jørgensen
- 1981 : John C. Gittins
- 1982 : Ruben Ambartzumian (de) et Persi Diaconis
- 1983 : Ed Perkins
- 1984 : Martin T. Barlow et Chris Rogers (en)
- 1985 : Piet Groeneboom et Terence Lyons
- 1986 : Peter Gavin Hall et Jean-François Le Gall
- 1987 : Yao-chi Yu, Jie-zhong Zou (en) et Andrew Carverhill
- 1988 : Peter Baxendale, Imre Z. Ruzsa (en) et Gábor Székely (en)
- 1989 : Geoffrey Grimmett et Rémi Léandre
- 1990 : Steven Neil Evans (en)
- 1991 : Alain-Sol Sznitman
- 1992 : Krzysztof Burdzy
- 1993 : Gérard Ben Arous et Robin Pemantle
- 1994 : Thomas Mountford et Laurent Saloff-Coste
- 1995 : Philippe Biane et Yuval Peres
- 1996 : Bruce Driver et Jean Bertoin
- 1997 : James R. Norris (en) et Martin Schweizer
- 1998 : Davar Khoshnevisan et Wendelin Werner
- 1999 : Raphaël Cerf et Gareth Roberts (en)
- 2000 : Kurt Johansson (en) et David Wilson
- 2001 : Richard Kenyon
- 2002 : Stanislav Smirnov et Balaji Prabhakar
- 2003 : Alice Guionnet
- 2004 : Alexander Holroyd et Itai Benjamini (en)[1]
- 2005 : Olle Hãggstrõm (en) et Neil O'Connell (en)
- 2006 : Scott Sheffield
- 2007 : Remco van der Hofstad
- 2008 : Brian Rider et Bálint Virág[2],[3]
- 2009 : Grégory Miermont
- 2010 : Sourav Chatterjee et Gady Kozma
- 2011 : Christophe Garban et Gábor Pete
- 2012 : Vincent Beffara et Hugo Duminil-Copin
- 2013 : Eyal Lubetzky et Allan Sly
- 2014 : Paul Bourgade et Ivan Corwin
- 2015 : Nicolas Curien et Jason P. Miller
- 2016 : Omer Angel, Jean-Christophe Mourrat et Hendrik Weber
- 2017 : Jian Ding et Nike Sun
- 2018 : Nicolas Perkowski
- 2019 : Tom Hutchcroft et Vincent Tassion
- 2020 : Roland Bauerschmidt et Ewain Gwynne
- 2021 : Ioan Manolescu et Daniel Remenik
- 2022 : Amol Aggarwal et Konstantin Tikhomirov
- 2023 : Duncan Dauvergne, Nina Holden, Xin Sun
- 2024 : Pierre-Francois Rodriguez, Tianyi Zheng, Ilya Chevyrev